# 第一代白金漢公爵漢弗萊·斯塔福德
漢弗萊·斯塔福德（英語：Humphrey Stafford，1402年12月—1460年7月10日），第一代白金漢公爵，英法百年戰爭與玫瑰戰爭期間的將領。

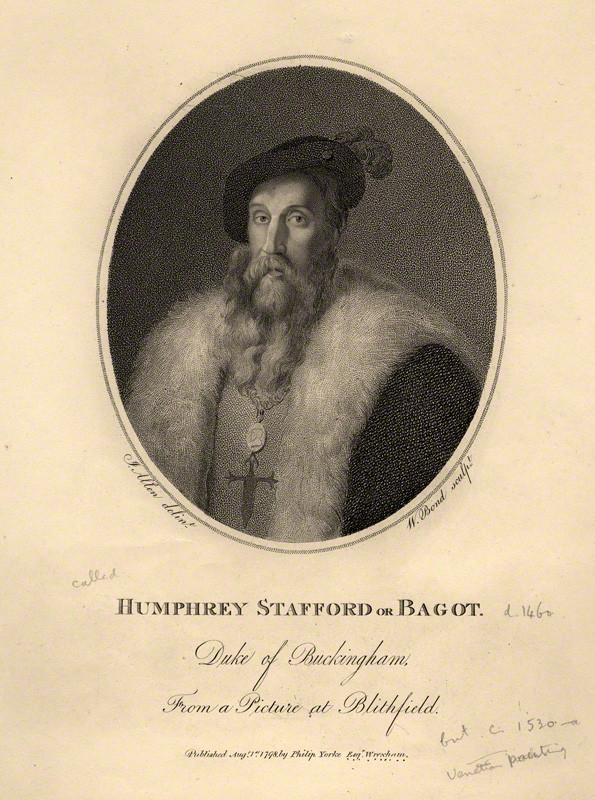

漢弗萊·斯塔福德的父親是第五代斯塔福德伯爵埃德蒙·斯塔福德，母親是格洛斯特公爵托馬斯的女兒安妮。亨利六世在位期間，漢弗萊·斯塔福德試圖調解蘭開斯特派與約克派之間的衝突。1460年於北安普敦戰役中陣亡。

## 家庭
漢弗萊·斯塔福德的妻子是安妮·內維爾，塞西莉·內維爾的姐姐。兩人共有三個兒子：
1. 漢弗萊（英语：Humphrey Stafford, Earl of Stafford）（約1425年—1458年），第二代公爵的父親
2. 亨利（英语：Henry Stafford (died 1471)）（約1425年—1471年）
3. 約翰（英语：John Stafford, 1st Earl of Wiltshire）（1427年—1473年）